# Nobody Knows (песма певачице Пинк)
Nobody Knows је четврти сингл америчке певачице Пинк са њеног четвртог албума I'm Not Dead из 2006. године. Текст песме је написала Пинк у сарадњи са Билијем Маном. Одликују је претежно мирнији тонови и у песми Пинк говори о усамљености.

## Пријем
Песма је објављена 20. новембра 2006. у Уједињеном Краљевству а током јануара 2007. широм света. Песма је достигла 27. место у Аустралији и 17. место у Немачкој. Иако је углавном достизала топ 50 песма није била тако успешна као претходна три сингла.

## Музички спот
Видео је режирао Џејк Нава, а снимљен је у Лондону. На почетку спота Пинк се налази у хотелској соби. Она уништава намештај бацајући предмете около. Спот се завршава тако што Пинк излази на сцену певајући празној дворани претварајући се да је пуна.